# Òrbita de Mart

Òrbita de Mart en relació amb les òrbites dels planetes del sistema solar interior

Mart té una òrbita amb un eix semimajor de 1.524 unitats astronòmiques (228 milions de km) i una excentricitat de 0,0934. El planeta orbita al voltant del Sol en 687 dies i fa 9,55 ua en fer-ho, amb una velocitat orbital mitjana 24 quilòmetres per segon.
L'excentricitat és més gran que la de tots els altres planeta, excepte Mercuri, i això provoca una gran diferència entre les distàncies afeli i periheli que són 1.6660 i 1.3814 ua respectivament.

## Canvis en l'òrbita
Mart es troba enmig d’un augment a llarg termini de la seva excentricitat. Es calcula que fa uns 19 mil·lennis es trobava en 0,079 i arribarà a un màxim d’uns 0,105 d'aquí a uns 24 mil·lennis (i amb distàncies de periheli a només 1,3621 ua). En certes ocasions, l’òrbita és gairebé circular: era de 0,002 fa 1,35 milions d’anys i tindrà uns 0,01 milions d’anys en el futur. La màxima excentricitat entre aquests dos mínims és de 0,12. Kepler va descobrir l'el·lipse, l’òrbita de Mart.

## Oposicions
Mart arriba a l'oposició quan hi ha una diferència de 180° entre les longituds geocèntriques d’aquest i el Sol. Totes les oposicions tenen una certa importància perquè Mart és visible des de la Terra tota la nit, totalment il·luminat, però les obervacions d’especial interès succeeixen quan Mart està a prop del periheli, perquè és quan Mart és també més a prop de la Terra. Una oposició perihelica és seguida per una altra 15 ó 17 anys després. De fet, cada oposició és seguida per un període similar 7 ó 8 períodes orbitals més tard, i per un de molt similar 37 períodes orbitals (79 anys) més tard. En l’anomenada oposició perihelica, Mart és el més proper al Sol i és particularment proper a la Terra: les oposicions oscil·len entre uns 0,68 ua quan Mart està prop de l’afeli i només uns 0,37 ua quan Mart està prop del periheli.

## Aproximacions a la Terra
Mart i Venus són els planetes que més s’aproximen més a la Terra. 56 milions de quilòmetres és la distància més propera entre Mart i la Terra, mentre que la Venus és de 40 milions de km. Cada dos anys hi ha una aproximació a la Terra per part de Mart, al voltant de l’època de la seva oposició. Les oposicions "extra-properes" de Mart ocorren cada entre 15 a 17 anys, quan la Terra passa entre Mart i el Sol al voltant del temps del seu periheli. La distància mínima entre la Terra i Mart ha anat disminuint al llarg dels anys, i el 2003 la distància mínima va ser de 55,76 milions de km, la més propera dels darrers 60.000 anys. La distància mínima rècord entre la Terra i Mart serà l'any 2729 i serà de 55,65 milions de km. L’any 3818, el rècord se situarà en 55,44 milions de km i les distàncies continuaran disminuint durant uns 24.000 anys.

## Importància històrica
Fins al treball de Johannes Kepler (1571-1630), astrònom alemany, la creença dominant era que el sol i els planetes orbitaven la terra. El 1543, Nicolau Copèrnic havia proposat que tots els planetes orbitessin en cercles al voltant del sol, però la seva teoria no donava prediccions molt satisfactòries i fou ignorada. Quan Kepler va estudiar les observacions de Tycho Brahe sobre la posició de Mart al cel a les nits, es va adonar que l'òrbita de Mart no podia ser un cercle. Després d’anys d’anàlisi, Kepler va descobrir que el més probable era que l’òrbita de Mart fos una el·lipse, amb el Sol en un dels punts focals. Això, al seu torn, va conduir al descobriment de Kepler que tots els planetes orbitaven al voltant del Sol en òrbites el·líptiques, amb el Sol en un dels dos punts focals. Aquesta es va convertir en la primera de les tres lleis de Kepler sobre el moviment planetari.

## Precisió
Una equació d'algorismes astronòmics que assumeix una òrbita el·líptica no pertorbada prediu els temps de periheli i afeli amb un error de "poques hores". L’ús d’elements orbitals per calcular aquestes distàncies concorda amb les mitjanes reals amb almenys cinc xifres significatives. Les fórmules per calcular la posició a partir d’elements orbitals normalment no proporcionen ni necessiten correccions per als efectes d'altres planetes.
Ara les observacions són molt millors i la tecnologia de l'era espacial ha substituït les tècniques més antigues. E. Myles Standish va escriure: "Les efemèrides clàssiques dels darrers segles s'han basat completament en observacions òptiques: gairebé exclusivament, els temps de trànsit del cercle meridià. Amb l’aparició de radars planetaris, missions de naus espacials, VLBI, etc., la situació dels quatre planetes interiors ha canviat dràsticament".
Tot i que les pertorbacions a Mart per part dels asteroides han causat problemes, també s’han utilitzat per estimar les masses de determinats asteroides. Però millorar el model del cinturó d’asteroides preocupa molt a aquells que necessiten o intenten proporcionar efemèrids de màxima precisió.

## Paràmetres orbitals
| Distàncies i excentricitat            | (UA)     | (milions de km) |
| ------------------------------------- | -------- | --------------- |
| Semieix major                         | 1.5237   | 227,9           |
| Periheli                              | 1,3814   | 206,7           |
| Afeli                                 | 1,6660   | 249,2           |
| Mitjana                               | 1.5303   | 228,9           |
| Circumferència                        | 9.553    | 1429            |
| Aproximació més propera a la Terra    | 0,3727   | 55,76           |
| La distància més llunyana de la Terra | 2.675    | 400,2           |
| Excentricitat                         | 0,0934   | 0,0934          |
| Angles                                | (°)      | (°)             |
| Inclinació                            | 1.850    | 1.850           |
| Període                               | (dies)   | (anys)          |
| Orbital                               | 687,0    | 1.881           |
| Sinòdic                               | 779,9    | 2.135           |
| Velocitat                             | (km / s) | (km / s)        |
| Mitjana                               | 24.1     | 24.1            |
| Màxim                                 | 26,5     | 26,5            |
| Mínim                                 | 22.0     | 22.0            |